# Championnat d'Islande de football de deuxième division 2004
Navigation
Saison précédente Saison suivante
La saison 2004 de 2. Deild est la 50e édition de la deuxième division islandaise. Les 10 clubs jouent les uns contre les autres lors de rencontres disputées en matchs aller et retour. Les 2 premiers du classement en fin de saison sont promus en 1. Deild, tandis que les 2 derniers sont relégués en 3. Deild.
Ce sont deux clubs de la capitale, Reykjavik, le Valur et le Þróttur, qui sont promus en première division en fin de saison. Les deux formations parviennent à remonter immédiatement parmi l'élite, un cas de figure qui ne s'était plus reproduit depuis 1991.
En bas de classement, l'UMF Njarðvík et le Stjarnan Gardabaer sont relégués dès la fin de la saison en 3e division après respectivement deux et quatre saisons de présence en D2. Pour la deuxième saison d'affilée, les formations promues de 3. Deild parviennent à se maintenir.

## Compétition

### Classement
Le barème de points servant à établir le classement se décompose ainsi :
- Victoire : 3 points
- Match nul : 1 point
- Défaite : 0 point

| Rang | Équipe               | Pts | J  | G  | N  | P  | Bp | Bc | Diff |
| ---- | -------------------- | --- | -- | -- | -- | -- | -- | -- | ---- |
| 1    | Valur ReykjavikR     | 37  | 18 | 11 | 4  | 3  | 35 | 14 | +21  |
| 2    | Þróttur ReykjavikR   | 30  | 18 | 8  | 6  | 4  | 31 | 23 | +8   |
| 3    | HK Kópavogur         | 28  | 18 | 9  | 1  | 8  | 28 | 28 | 0    |
| 4    | Breiðablik Kopavogur | 26  | 18 | 7  | 5  | 6  | 31 | 31 | 0    |
| 5    | Thór Akureyri        | 25  | 18 | 5  | 10 | 3  | 19 | 16 | +3   |
| 6    | Völsungur HúsavíkP   | 22  | 18 | 6  | 4  | 8  | 27 | 29 | -2   |
| 7    | Fjölnir ReykjavikP   | 22  | 18 | 7  | 1  | 10 | 27 | 32 | -5   |
| 8    | Haukar Hafnarfjörður | 19  | 18 | 4  | 7  | 7  | 27 | 27 | 0    |
| 9    | UMF Njarðvík         | 19  | 18 | 4  | 7  | 7  | 27 | 27 | 0    |
| 10   | Stjarnan Gardabaer   | 18  | 18 | 5  | 3  | 10 | 28 | 45 | -17  |

|  | Promu en 1. Deild                             |
|  | Relégation en 3. Deild                        |
|  | P : Promu de 3. Deild R : Relégué de 1. Deild |

## Bilan de la saison
| Promotion et relégation |                                   |
| Relégué en 3. Deild     | UMF Njarðvík Stjarnan Gardabaer   |
| Promu en 1. Deild       | Valur Reykjavik Þróttur Reykjavik |

## Meilleurs buteurs
| # | Buteurs              | Clubs              | Nb de Buts |
| - | -------------------- | ------------------ | ---------- |
| 1 | Hordur Mar Magnusson | HK Kópavogur       | 9          |
| 1 | Dragoslav Stojanovic | Stjarnan Gardabaer | 9          |
| 1 | Ibra Jagne           | Thór Akureyri      | 9          |
| 1 | Pall Einarsson       | Þróttur Reykjavik  | 9          |
| 1 | Hermann Adalgeirsson | Völsungur Húsavík  | 9          |